# Jan Arnold Kramer
Jan Arnold Kramer (Ommen, 29 augustus 1885 – aldaar, 10 november 1959) was een Nederlands ambtenaar, politicus en sportbestuurder. Hij was voorzitter van de Raad van Arbeid van Assen, gemeenteraadslid van de gemeente Assen, lid Provinciale Staten van Drenthe en eerste voorzitter van de Motorclub Assen en Omstreken, die de jaarlijkse TT Assen organiseert.

## Leven en werk
Kramer werd geboren als zoon van Jan Kramer en Hilligje Brink. Hij begon zijn werkzaam leven in 1910 bij de Rijksverzekeringsbank in Amsterdam. In 1923 kwam hij naar Assen als inspecteur 1e klasse van de Raad van Arbeid. Dit was hij tot 1928, toen hij agent van de Rijksverzekeringsbank werd voor het noorden van het land. Ten slotte werd hij in 1937 voorzitter van de Raad van Arbeid van Assen, een functie die hij vervulde tot aan zijn pensioen in 1952. Na zijn pensionering verhuisde hij weer naar zijn geboorteplaats Ommen.
Kramer was in Assen ook actief in de lokale politiek. Hij was lang voorzitter van de Christelijk-Historische Unie en ook volgde hij 1927 Dr. A.I. Kan op als raadslid van deze partij, hij bleef dit tot 1939. In het laatstgenoemde jaar werd hij met voorkeursstemmen tot lid van de Provinciale Staten van Drenthe gekozen. Hij is dit tot de opheffing van dit orgaan in 1941 gebleven. Na de oorlog was er, vanwege de doorbraakgedachte, een tijdlang onzekerheid of de C.H.U. zich wel opnieuw zou moeten organiseren. Toen de partij in 1946 in Drenthe alsnog meedeed aan de Statenverkiezingen in Drenthe, werd Kramer gekozen, maar hij trad een jaar later al terug.
Kramer was ook een groot liefhebber van de motorsport. Hij was in de rol van voorzitter en later secretaris van de organisatie van de TT Assen, vanaf de eerste editie in 1925 tot zijn terugtreden in 1934 om geloofsredenen. Hij werd in die jaren wel beschouwd als dé drijfkracht achter de organisatie, coureurs uit de hele wereld kenden hem en droegen hem op handen. Na de oorlog werd er weer een broep op hem gedaan vanwege zijn organisatietalent. Tijdens de eerste paar edities van de TT fungeerde zijn huis aan de Beilerstraat 37 als het eerste TT-bureau.  
In 1952 werd hij benoemd tot Officier in de Orde van Oranje-Nassau.